# پادشاهی انتخابی
پادشاهی انتخابی (انگلیسی: Elective monarchy) نوعی سیستم حکومتی سلطنتی است که مقام پادشاه در آن موروثی نیست و سلطنت به طور معمول به خانواده منتقل نمی‌شود بلکه سلطنت مانند کشورهای جمهوری از طریق تأیید صلاحیت نامزد و انتخابات به نفر بعد انتقال می‌یابد. این شیوه پادشاهی، هرچند که بالاترین سطح دموکراسی سلطنتی را دربردارد اما با این حال در کل دوران‌های تاریخ، حکومت‌های زیادی از آن به طور کامل استقبال نکردند. در حال حاضر در جهان، کشورهای واتیکان، مالزی، کامبوج و امارات متحده عربی دارای پادشاهی انتخابی هستند.

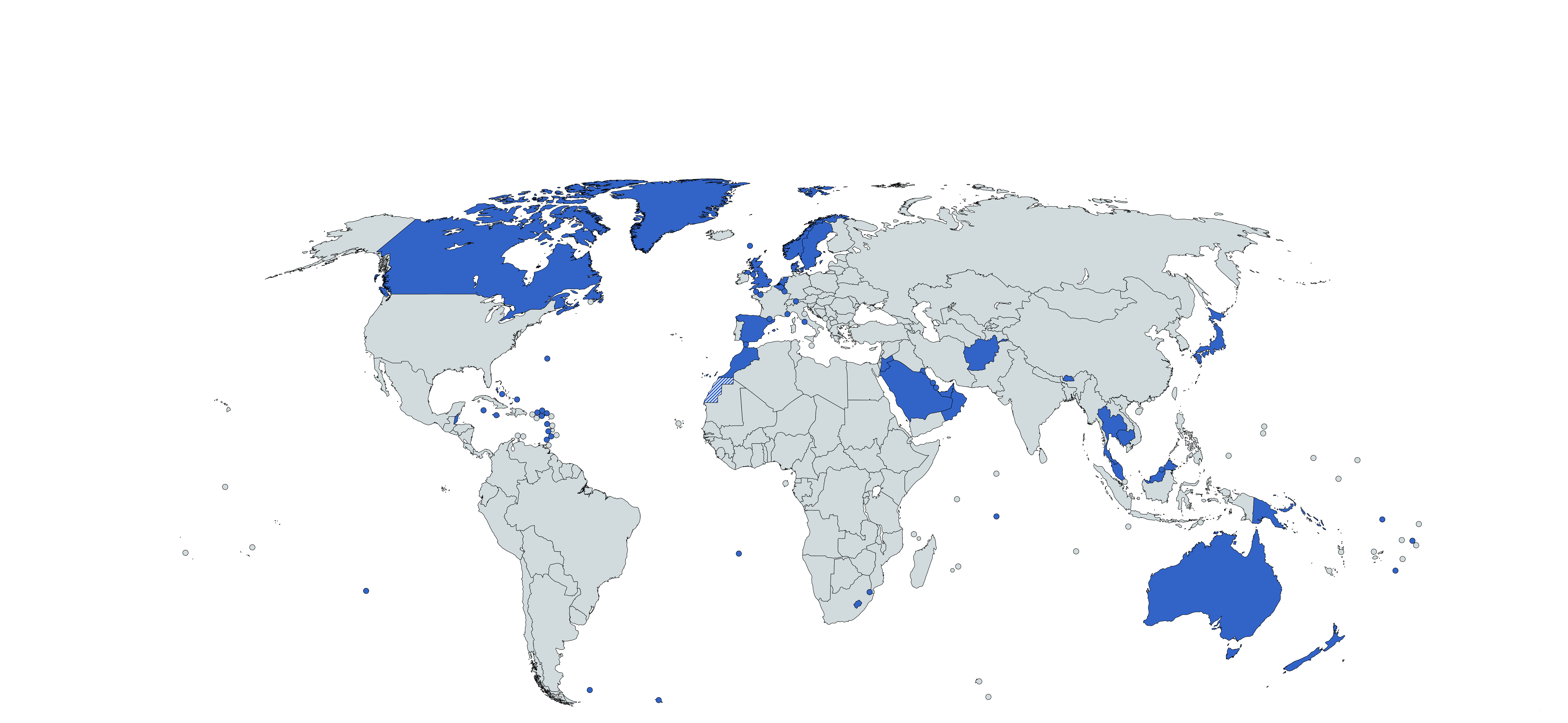
کشورهایی که گونه‌هایی از نظام پادشاهی در آن‌ها برقرار است